# Бахрам II
Бахрам II (*بهرام دوم, д/н —293) — шахін-шах Ірану в 274—293.

## Життєпис
Походив з династії Сасанідів. Син Бахрама I, шахін-шаха Ірану. Замолоду мешкав в Сузіані, де ознайомився з християнською доктриною та вивчив арамейську мову. У 273 призначається намісником Сістану.
У 274 після смерті батька успадкував трон. Втім лише до 276 повністю зумів встановити владу над усією територією. Водночас одружився з двоюрідною сестрою. Також спирався на зороастрійське жрецтво, зробивши відомого проповідника Картіра вузурганом та верховним суддею Ірану.
Протягом 276—277 продовжив гоніння прихильників маніхейства і маздаїзму. Потім почалося гоніння християн. Все це створило напругу в Месопотамії, Сузістані, Атропатені.
Своєю жорстокістю шах Бахрам II спровокував повстання знаті, що почалося в 282 на чолі із двоюрідним братом володаря Орміздом, намісником Сістану та Согдіани. Йому на підмогу прийшли кушани на чолі із царем Васудевою II і кавказькі алани. Цією ситуацією скористався римський імператор Марк Аврелій Кар, який сплюндрував Месопотамію та захопив Ктесіфон. Проте ситуацію врятувало те, що Кар помер, й війська римлян відступили, але шах вимушений був поступитися Північною Месопотамією. У 283 році придушено повстання Ормізда в Сістані.
286 року почалась нова війна з Римською імперією: на чолі війська до Месопотамії вдерся імператор Діоклетіан. Водночас проти влади Бахрама II повстав Тірдат III, цар Вірменії. Спрямовані війська персів проти останнього зазнали нищівної поразки, в результаті чого Вірменія стала незалежною від Персії.
З кінця 280-х зумів відбити напади ворогів та придушити усі заворушення в середині держави. Після цього шах багато уваги став приділяти економічному відродженню Персії, підтримував поетів та митців. В цей час створюються численні скельні рельєфи.
У 287 намагаючись зміцнити внутрішній мир, Бахрам II скасував усі накази, спрямовані проти маніхейства, дозволивши проповідування ідей Мані.
У 291 дозволено проповідування християнства.
Помер у 293. Владу успадкував син Бахрам III.

## Родина
- Бахрам (д/н-293), шахін-шах у 293
- Ормізд (д/н-300), намісник Сістану у 295—300